# Andrej Željabov
Andrej Ivanovič Željabov (1850. – 1881.), ruski revolucionar-narodnjak. 
Organizator i vođa narodnjačke organizacije Hapoбная єодя, jedan od "korifeja ruskog revolucionarnog pokreta" (Lenjin). Od 1871. djeluje kao najogorčeniji protivnik carizma. 1881. osuđen na smrt vješanjem.